# Hesione picta
Hesione picta is een borstelworm uit de familie Hesionidae. Het lichaam van de worm bestaat uit een kop, een cilindrisch, gesegmenteerd lichaam en een staartstukje. De kop bestaat uit een prostomium (gedeelte voor de mondopening) en een peristomium (gedeelte rond de mond) en draagt gepaarde aanhangsels (palpen, antennen en cirri).
Hesione picta werd in 1858 voor het eerst wetenschappelijk beschreven door Müller in Grube.